# Grande Prêmio da Malásia de 2018 (MotoGP)
O Grande Prêmio da MotoGP da Malásia de 2018 ocorreu em 04 de novembro.

## Resultados

### Classificação MotoGP
| Pos | Piloto            | Equipe                      | Moto    | Tempo     | Pontos |
| --- | ----------------- | --------------------------- | ------- | --------- | ------ |
| 1   | Marc Marquez      | Repsol Honda Team           | Honda   | 40'32.372 | 25     |
| 2   | Alex Rins         | Team SUZUKI ECSTAR          | Suzuki  | +1.898    | 20     |
| 3   | Johann Zarco      | Monster Yamaha Tech 3       | Yamaha  | +2.474    | 16     |
| 4   | Maverick Viñales  | Movistar Yamaha MotoGP      | Yamaha  | +4.667    | 13     |
| 5   | Dani Pedrosa      | Repsol Honda Team           | Honda   | +6.190    | 11     |
| 6   | Andrea Dovizioso  | Ducati Team                 | Ducati  | +11.248   | 10     |
| 7   | Alvaro Bautista   | Angel Nieto Team            | Ducati  | +15.611   | 9      |
| 8   | Jack Miller       | Alma Pramac Racing          | Ducati  | +19.009   | 8      |
| 9   | Danilo Petrucci   | Alma Pramac Racing          | Ducati  | +22.921   | 7      |
| 10  | Hafizh Syahrin    | Monster Yamaha Tech 3       | Yamaha  | +26.919   | 6      |
| 11  | Aleix Espargaro   | Aprilia Racing Team Gresini | Aprilia | +29.503   | 5      |
| 12  | Franco Morbidelli | EG 0,0 Marc VDS             | Honda   | +30.933   | 4      |
| 13  | Stefan Bradl      | LCR Honda CASTROL           | Honda   | +35.322   | 3      |
| 14  | Takaaki Nakagami  | LCR Honda IDEMITSU          | Honda   | +37.912   | 2      |
| 15  | Bradley Smith     | Red Bull KTM Factory Racing | KTM     | +39.675   | 1      |
| 16  | Thomas Luthi      | EG 0,0 Marc VDS             | Honda   | +41.820   | 0      |
| 17  | Xavier Simeon     | Reale Avintia Racing        | Ducati  | +43.978   | 0      |
| 18  | Valentino Rossi   | Movistar Yamaha MotoGP      | Yamaha  | +58.288   | 0      |
| 19  | Scott Redding     | Aprilia Racing Team Gresini | Aprilia | +1'00.191 | 0      |

### Classificação Moto2
| Pos | Piloto              | Equipe                      | Moto     | Tempo     | Pontos |
| --- | ------------------- | --------------------------- | -------- | --------- | ------ |
| 1   | Luca Marini         | SKY Racing Team VR46        | Kalex    | 38'25.689 | 25     |
| 2   | Miguel Oliveira     | Red Bull KTM Ajo            | KTM      | +1.194    | 20     |
| 3   | Francesco Bagnaia   | SKY Racing Team VR46        | Kalex    | +3.020    | 16     |
| 4   | Mattia Pasini       | Italtrans Racing Team       | Kalex    | +4.497    | 13     |
| 5   | Fabio Quartararo    | MB Conveyors - Speed Up     | Speed Up | +5.250    | 11     |
| 6   | Lorenzo Baldassarri | Pons HP40                   | Kalex    | +5.305    | 10     |
| 7   | Alex Marquez        | EG 0,0 Marc VDS             | Kalex    | +7.690    | 9      |
| 8   | Brad Binder         | Red Bull KTM Ajo            | KTM      | +8.943    | 8      |
| 9   | Marcel Schrotter    | Dynavolt Intact GP          | Kalex    | +9.687    | 7      |
| 10  | Joan Mir            | EG 0,0 Marc VDS             | Kalex    | +18.547   | 6      |
| 11  | Xavi Vierge         | Dynavolt Intact GP          | Kalex    | +18.816   | 5      |
| 12  | Andrea Locatelli    | Italtrans Racing Team       | Kalex    | +19.739   | 4      |
| 13  | Jorge Navarro       | Federal Oil Gresini Moto2   | Kalex    | +21.177   | 3      |
| 14  | Dominique Aegerter  | Kiefer Racing               | KTM      | +21.960   | 2      |
| 15  | Sam Lowes           | Swiss Innovative Investors  | KTM      | +26.875   | 1      |
| 16  | Simone Corsi        | Tasca Racing Scuderia Moto2 | Kalex    | +28.515   | 0      |
| 17  | Khairul Idham Pawi  | IDEMITSU Honda Team Asia    | Kalex    | +28.802   | 0      |
| 18  | Joe Roberts         | NTS RW Racing GP            | NTS      | +29.791   | 0      |
| 19  | Jesko Raffin        | SAG Team                    | Kalex    | +30.557   | 0      |
| 20  | Edgar Pons          | MB Conveyors - Speed Up     | Speed Up | +31.069   | 0      |
| 21  | Steven Odendaal     | NTS RW Racing GP            | NTS      | +38.430   | 0      |
| 22  | Jules Danilo        | Nashi Argan SAG Team        | Kalex    | +42.930   | 0      |
| 23  | Dimas Ekky Pratama  | Tech 3 Racing               | Tech 3   | +57.507   | 0      |
| 24  | Isaac Viñales       | Forward Racing Team         | Suter    | +57.910   | 0      |
| 25  | Federico Fuligni    | Tasca Racing Scuderia Moto2 | Kalex    | +1'03.737 | 0      |
| 26  | Rafid Topan Sucipto | Forward Racing Team         | Suter    | +2'04.066 | 0      |

### Classificação Moto3
| Pos | Piloto                 | Equipe                    | Moto  | Tempo     | Pontos |
| --- | ---------------------- | ------------------------- | ----- | --------- | ------ |
| 1   | Jorge Martin           | Del Conca Gresini Moto3   | Honda | 38'34.799 | 25     |
| 2   | Lorenzo Dalla Porta    | Leopard Racing            | Honda | +3.556    | 20     |
| 3   | Enea Bastianini        | Leopard Racing            | Honda | +3.757    | 16     |
| 4   | Albert Arenas          | Angel Nieto Team Moto3    | KTM   | +3.795    | 13     |
| 5   | Marco Bezzecchi        | Redox PruestelGP          | KTM   | +4.095    | 11     |
| 6   | Fabio Di Giannantonio  | Del Conca Gresini Moto3   | Honda | +4.106    | 10     |
| 7   | Darryn Binder          | Red Bull KTM Ajo          | KTM   | +4.232    | 9      |
| 8   | Tony Arbolino          | Marinelli Snipers Team    | Honda | +4.704    | 8      |
| 9   | Tatsuki Suzuki         | SIC58 Squadra Corse       | Honda | +4.707    | 7      |
| 10  | Niccolò Antonelli      | SIC58 Squadra Corse       | Honda | +4.715    | 6      |
| 11  | Marcos Ramirez         | Bester Capital Dubai      | KTM   | +4.727    | 5      |
| 12  | Kaito Toba             | Honda Team Asia           | Honda | +5.101    | 4      |
| 13  | Vicente Perez          | Reale Avintia Academy 77  | KTM   | +6.392    | 3      |
| 14  | Nakarin Atiratphuvapat | Honda Team Asia           | Honda | +7.063    | 2      |
| 15  | Kazuki Masaki          | RBA BOE Skull Rider       | KTM   | +7.353    | 1      |
| 16  | Andrea Migno           | Angel Nieto Team Moto3    | KTM   | +7.478    | 0      |
| 17  | Makar Yurchenko        | Marinelli Snipers Team    | Honda | +7.626    | 0      |
| 18  | Ayumu Sasaki           | Petronas Sprinta Racing   | Honda | +13.843   | 0      |
| 19  | Philipp Oettl          | Sudmetal Schedl GP Racing | KTM   | +19.992   | 0      |
| 20  | Jakub Kornfeil         | Redox PruestelGP          | KTM   | +26.678   | 0      |
| 21  | Stefano Nepa           | CIP - Green Power         | KTM   | +34.184   | 0      |
| 22  | Apiwath Wongthananon   | VR46 Master Camp Team     | KTM   | +34.468   | 0      |
| 23  | Adam Norrodin          | Petronas Sprinta Racing   | Honda | +1'37.387 | 0      |